# Roy Owen West
Roy Owen West (ur. 27 października 1868 w Georgetown, zm. 29 listopada 1958 w Chicago) – amerykański polityk.
W latach 1928–1929 Sekretarz Departamentu Zasobów Wewnętrznych Stanów Zjednoczonych w gabinecie prezydenta Calvin'a Coolidge'a.